# Laura León
Laura León  (Comalcalco, Tabasco, Mexikó, 1952. november 24. –) mexikói színésznő és énekesnő.

## Diszkográfia
- 2012: Somos de Barrio
- 2011: Yo soy la cumbia
- 2002: Lo Nuevo
- 2000: Mi Tesoro Eres Tú
- 1999: Mujeres Engañadas
- 1998: Laura León
- 1996: Es El Premio Mayor
- 1995: Embajadora de la Cumbia
- 1994: Boleros Para El Amor
- 1993: Tesorito... Baila Conmigo
- 1992: El Club de Mujeres Engañadas
- 1988: No Me Toques Que Me Rompo
- 1987: Laura Leon Con Sabor a...
- 1985: Mi Tesorito
- 1984: Ritmo Ardiente
- 1982: El Fuego Del Tropico Hecho Mujer
- 1982: La Tesorito De Oro
- 1982: El Fuego Del Trópico Hecho Mujer
- 1978: La Máquina Del Sabor

## Telenovellák
- Libre para amarte (2013) - María de del Piño[forrás?]
- Dos hogares (2011) - Refugio Urbina de Lagos
- Muchachitas como tú  (2007) - Carmen Márquez de Barbosa
- Mujeres engañadas (1999-2000) - Yolanda Jiménez de Duarte
- El premio mayor (1995-1996) - Rebeca Molina de Domínguez
- Dos mujeres, un camino (1993-1994) - Ana María de Villegas
- Muchachitas (1991-1992) - Esther Pérez de Olivares
- Amor en silencio (1988) - Alejandra
- El amor nunca muere (1982) - Azucena
- Mundos opuestos (1976)